# Лепский, Орест Сергеевич
О́рест Серге́евич Ле́пский (укр. Орест Сергійович Лепський; 3 мая 2006, Ровно) — украинский футболист, нападающий клуба ЛНЗ.

## Биография
Родился в Ровно. Воспитанник академии местного «Вереса». В ДЮФЛУ, кроме «Вереса», защищал цвета также столичного «Атлета», а в юношеском чемпионате Ровенской области — ОДЕК. Начиная с сезона 2022/23 выступал за «Верес» в юношеском чемпионате Украины. Впервые в заявку первой команды ровенчан попал 26 августа 2024 года на победный (1:0) выездной поединок 4-го тура Премьер-лиги Украины против ковалёвского «Колоса», но на поле так и не появился. На профессиональном уровне дебютировал 7 декабря 2024 года в проигранном (0:5) выездном поединке 16-го тура Премьер-лиги Украины против львовских «Карпат». Орест вышел на поле на 84-й минуте вместо бразильца Луана.